# Лиман (озеро, Генічеський район)
Лиман (укр. Лиман) — озеро, що пересихає, розташоване на території Генічеського району. Площа водного дзеркала — 3,2 км2. Тип загальної мінералізації — солоне. Походження — лиманове. Група гідрологічного режиму — безстічне.

## Географія
Входить до Геничеської (Чонгаро-Арабатської) групи озер. Довжина — 2,1 км. Ширина: середня — 1 км, найбільша — 2,3 км
Озеро має довгасту округлу витягнуту з півночі на південь форму, на південь трохи звужену. Розташоване на Присиваській низовині і відділене від Утлюцького лиману Азовського моря постійним пересипом (шириною 150—250 м). У місці впадіння великих балок роздвоюється: на північному сході (в напрямку села Стокопані) і північному заході (в напрямку села Азовське). На безіменній (північно-східній) балці споруджено греблю, балка має довжину 10,4 км, площу басейну 70,8 км2. Західна берегова лінія обривиста, без берегів, висотою 6 м; береги переважно пологі. До озера примикають солончаки.
Західніше розташоване село Азовське, на північний схід — село Стокопані.
Живлення мішане: фільтраційні морські води, підземні води біля берегових обривів і донні джерела, а також прісні води із самовиливних артезіанських свердловин. Серед розчинених солей переважає кухонна сіль, яка зазвичай сідає в кінці літа. Донні відкладення — сірі щільні мули. Інтенсивно заростають вищою водною рослинністю, де надходять води з артезіанських свердловин, водорості розвинені біля виходів підземних вод. За найбільшого стоку балок під час весняних паводків і літньо-осінніх злив озеро сполучається з безіменною (на південно-заході біля пересипу) водоймою і утворює промоїну в пересипу, сполучаючись з Утлюцьким лиманом Азовського моря.